# Operettens silverålder
Operettens silverålder kallades den period som följde på Operettens guldålder. Den varade från omkring 1900 till omkring 1940 och det var Nazisterna som myntade uttrycket för att mer eller mindre tysta ned eller osynliggöra judiska kompositörer och librettister. Termen används inte längre vetenskapligt, men det återfinns fortfarande i sekundärkällor och populärlitteratur.

## Historia
Perioden från 1900 till början av 1930-talet kännetecknades av ett ekonomiskt uppsving inom operettgenren och många teatrar grundades eller gjordes om för att kunna tillgodose efterfrågan. Samtidigt var det en tid med ökande internationalisering av wieneroperetten med världspremiärer i Wien, Berlin och New York. Perioden slutade med att revyn och biograferna tog över publikens intresse på 1920-talet och de modernare amerikanska musikalerna föddes, inte minst inom Hollywoods värld. Efterföljande operetter benämndes som tillhörande perioden "bronsåldern" eller mer ironiskt "bleckepoken" syftande dels på "bleck" som en mindre ädel beståndsdel, dels på den stora användningen av "bleckblåsinstrument" i orkestrarna.

## Representanter
Som huvudkompositörer inom Operettens silverålder räknas ofta Franz Lehár med Glada änkan, Greven av Luxemburg, Giuditta, Paganini, Leendets land, Tsarevitj, Leo Fall med Dollarprinsessan, Der fidele Bauer, Die Rose von Stambul och Madame Pompadour, Emmerich Kálmán med Grevinnan Mariza och Csardasfurstinnan liksom Ralph Benatzky med Vita hästen.
Andra namnkunniga kompositörer var Oscar Straus, Edmund Eysler, Robert Stolz, Nico Dostal och Rudolf Kattnigg.
Till tidens stora sångare räknas tenoren Richard Tauber liksom sopranerna Fritzi Massary och Vera Schwarz, samt komediskådespelaren Max Pallenberg. I och med ljudfilmen genombrott (ungefär 1930) profilerade sig tenorerna Jan Kiepura och Joseph Schmidt.

## Kontroverser inom sekundärlitteraturen
Den förringande beteckningen av en "silverålder" jämfört med en "guldålder" inom operetten användes medvetet av nazisterna på grund av skillnaden i värde mellan (äkta) guld och silver. På det sättet lyckades de inte bara tunna ut repertoaren för kompositörer och librettister, utan de kunde även helt ignorera den internationella utvecklingen som pågick i England, Ungern, Spanien, Italien och Frankrike. Termen Operettens silverålder har ofta ifrågasatts i nyare litteratur - utan att reflektera över termens nazistiska bakgrund.